# مركبة ذات محرك
المركبة ذات المحرك هي مركبة مزودة بعجلات وذات دفع ذاتي لوجود محرك داخلها، سواء أكان محرك احتراق داخلي أو محرك كهربائي أو غيرها. من الأمثلة على هذه المركبات كل من السيارات والباصات والشاحنات والدراجات النارية.
عادة ما تتضمن قوانين السير الناظمة لكل بلد تعريفاً للمركبات ذات المحرك، وهي على العموم تتمايز عن المركبات المسيرة على خط سكة حديد مثل القطارات، وعن المركبات المدفوعة بجهد ذاتي مثل الدراجات الهوائية أو بواسطة الحيوانات مثل العربات.
أكثر المركبات ذات المحرك انتشاراً هي السيارات، حيث قدرت إحدى المجلات الأمريكية وجود 1.4 بليون سيارة قيد الاستخدام في العالم.